# Mount Mair
Mount Mair ist ein 780 m hoher Berg nahe dem südöstlichen Ende Südgeorgiens. Er ragt zwischen der Brandt Cove und dem Larsen Harbour am Drygalski-Fjord auf.
Das UK Antarctic Place-Names Committee benannte den Berg im Jahr 1988. Namensgeber ist Bruce Findley Mair (* 1952), Geologe des British Antarctic Survey, der von 1974 bis 1975 und von 1976 bis 1977 in diesem Gebiet umfassende Untersuchungen zur Erstellung einer geologischen Karte durchgeführt hatte.